# ساگونی
ساگونی (به تامیلی: Saguni) فیلمی محصول سال ۲۰۱۲ و به کارگردانی شانکار دایال است. در این فیلم بازیگرانی همچون کارتی، پرانیتا سوبهاش، سانتانام، پراکاش راج، کوتا سرینیواسا راو، رادیکا ساراتکومار، نثار، دوادارشینی و آنوشکا شتی ایفای نقش کرده‌اند.